# Tribus circiter
Tribus circiter je 7. enciklika pape Pija X. Objavljena je 5. travnja 1906. godine. Glavna tema enciklike je o mističnim svećenicima u Poljskoj. Papa kritizira udruženje svjetovnih svećenika, bez biskupskog dopuštenja, koje u dokumentu opisuje kao "neku vrstu pseudo-monaškog društva ". Udrugu svjetovnih svećenika i pokret Mariavite su osnovali Feliksa Kozłowska, a kasnije su se odvojili od Katoličke crkve pod nazivom Mariavitističku Crkvu.

## Poveznice
- Pio X.
- Enciklike Pija X.

## Vanjske poveznice
- Tekst enciklike na engleskom